# A24
A24 — американська незалежна розважальна компанія, яка спеціалізується на виробництві фільмів і телебачення, а також на кінопрокаті. Базується в Нью-Йорку.
A24 була заснована в 2012 році Даніелем Кацом, Девідом Фенкелем і Джоном Ходжесом. До A24 усі багато працювали у сфері кіно та виробництва, перш ніж залишити свої поточні посади, щоб заснувати компанію, спочатку A24 Films, яка спеціалізувалась на кінопрокаті. Розпочавши помірно в 2013 році з фільмом «Запаморочливі фантазії Чарлі Свона III», зростання компанії почалося з випуску фільму «Відв'язні канікули» пізніше того ж року. Вони стали більш відомими після отримання прав на «Ex Machina» та «Кімнату» у США, а також всесвітніх прав на «Відьму». Вони уклали угоди з DirecTV Cinema та Amazon Prime наприкінці 2013 року, через які розповсюджувалися деякі фільми, а в 2016 році назву було змінено на A24.
Телевізійний підрозділ A24 створив «Шоу Кармайкла», «Вдома з Емі Седаріс», «Рамі», «Ейфорія» та «Містер Корман».

## Відзнаки та касові збори
Фільми компанії отримали загалом понад 75 номінацій на премію «Оскар». У 2016 році фільми, які розповсюджує A24, отримали премію «Оскар» за найкращу жіночу роль (Брі Ларсон, «Кімната»), найкращий повнометражний документальний фільм («Емі») та найкращі візуальні ефекти («Ex Machina»). У 2017 році «Місячне світло» отримав премію «Оскар» за найкращий фільм (перша така нагорода для компанії), найкращий адаптований сценарій та найкращу чоловічу роль другого плану (Махершала Алі). У 2021 році A24 отримав премію «Оскар» за найкращу жіночу роль другого плану (Ю Чжун Йон у фільмі «Мінарі», яка стала першою корейською актрисою, яка отримала «Оскар»). У 2023 році 7 «Оскарів», зокрема за найкращий фільм року, отримав найкасовіший фільм A24 «Все завжди і водночас».
Два фільми A24, які отримали третю найвищу глядацьку оцінку (A-) серед можливих за результатами опитувань CinemaScore — «Залізний кіготь» (2023) і «Бойові дії» (2025).
A24 розповсюджує та виробляє близько 18-20 фільмів на рік. П'ять найкасовіших фільмів: «Все завжди і водночас» ($143 млн), «Повстання Штатів» ($127 млн), «Говори до мене» ($91 млн), «Спадковість» ($87 млн) і «Леді-Птаха» ($78 млн). Три фільми з найбільшим бюджетом: «Марті Найкращий» ($70 млн), «Повстання Штатів» ($50 млн), «Розгромна машина» ($40 млн).